# 紫紅鋸鱗魚
紫紅鋸鱗魚，又稱紫松毬，俗名厚殼仔、金鱗甲、鐵甲、鐵甲兵、瀾公妾、鐵線婆，是輻鰭魚綱金眼鯛目金鱗魚科的其中一種。

## 分布
本魚分布在印度太平洋熱帶海域。

## 深度
水深20至50公尺。

## 特徵
本魚體呈橢圓，側扁，眼大型在頭側。鱗片較平滑，側線鱗片數27至29枚；尾鰭後端無闊黑邊，側線以上暗色。尾鰭後部，背鰭及臀鰭軟條部為淡黃色，鰓蓋後部有褐色斑；頭頂有4條縱脊，其間有大型黏液腔。體長可達35公分。

## 生態
本魚棲息在珊瑚礁或岩石附近，白天在洞穴附近游動，夜晚則較為靈活，以捕食甲殼類維生。

## 經濟利用
食用魚，但肉質糜爛，多以油炸或煎烤食用。